# Џејсон Флеминг
Џејсон Флеминг (енгл. Jason Flemyng; Лондон, 25. септембра 1966) британски је глумац.
Његов отац био је Гордон Флеминг директор у позоришту. Још као мали сањао је да постане глумац, завршио је школу глуме и од 1993 почео да се глумом бави професионално, а први наступ на филму му је био 1994. у филму Књига о џунгли. 
Најпознатији је по улози Тома у Ричијевом хиту Две чађаве двоцевке где је добио једну од главних улога а тим се филмом и прославио, поново је сарађивао са Гајом Ричијем у његовом другом филму Снеч где је имао мању улогу.

## Филмографија
| Улоге Џејсона Флеминга |                                  |               |                        |          |
| Година                 | Српски назив                     | Изворни назив | Улога                  | Напомена |
| 1993.                  | Доктор Финли                     |               | Др. Дејвид Нил         |          |
| 1994.                  | Књига о џунгли                   |               | Џон Вилкинс            |          |
| 1995.                  | Роб Рој                          |               | Грегор                 |          |
| 1996.                  | Украдена лепота                  |               | Грегори                |          |
| 1996.                  |                                  |               | Тонио                  |          |
| 1997.                  | Спајс свет                       |               | Бред                   |          |
| 1998.                  | Две чађаве двоцевке              |               | Том                    |          |
| 1998.                  | Црвена виолина                   |               | Фредерик Попи          |          |
| 1999.                  | Алиса у земљи чуда               |               | карта купа             |          |
| 2000.                  | Снеч                             |               | Дарен                  |          |
| 2001.                  | Затворски круг                   |               | Боб Лајкли             |          |
| 2001.                  | Из пакла                         |               | Џон Нетли              |          |
| 2003.                  | Лига изузетних џентлмена         |               | др. Џекил/г. Хајд      |          |
| 2004.                  | Дечије игре 5: Чакијево семе     |               | самог себе / Деда Мраз |          |
| 2005.                  | Транспортер 2                    |               | Дмитри                 |          |
| 2008.                  | Необични случај Бенџамина Батона |               | Томас Батон            |          |
| 2008.                  | Огледала                         |               | детектив Лари Берн     |          |
| 2009.                  | Соломон Кејн                     |               | Малахи                 |          |
| 2011.                  | Икс-мен: Прва класа              |               | Азазел                 |          |
| 2011.                  | Изгубљени Божић                  |               | Френк                  |          |
| 2012.                  | Велике наде                      |               | Џои Гергери            |          |
| 2013.                  |                                  |               | Харви Краун            |          |
| 2019.                  | Тајна змајевог печата            |               | Џонатан Грин           |          |
| 2022.                  | 355                              |               | Елајџа Кларк           |          |
| 2024.                  | Дедпул и Вулверин                |               | Азазел                 |          |